# Finn Hauge

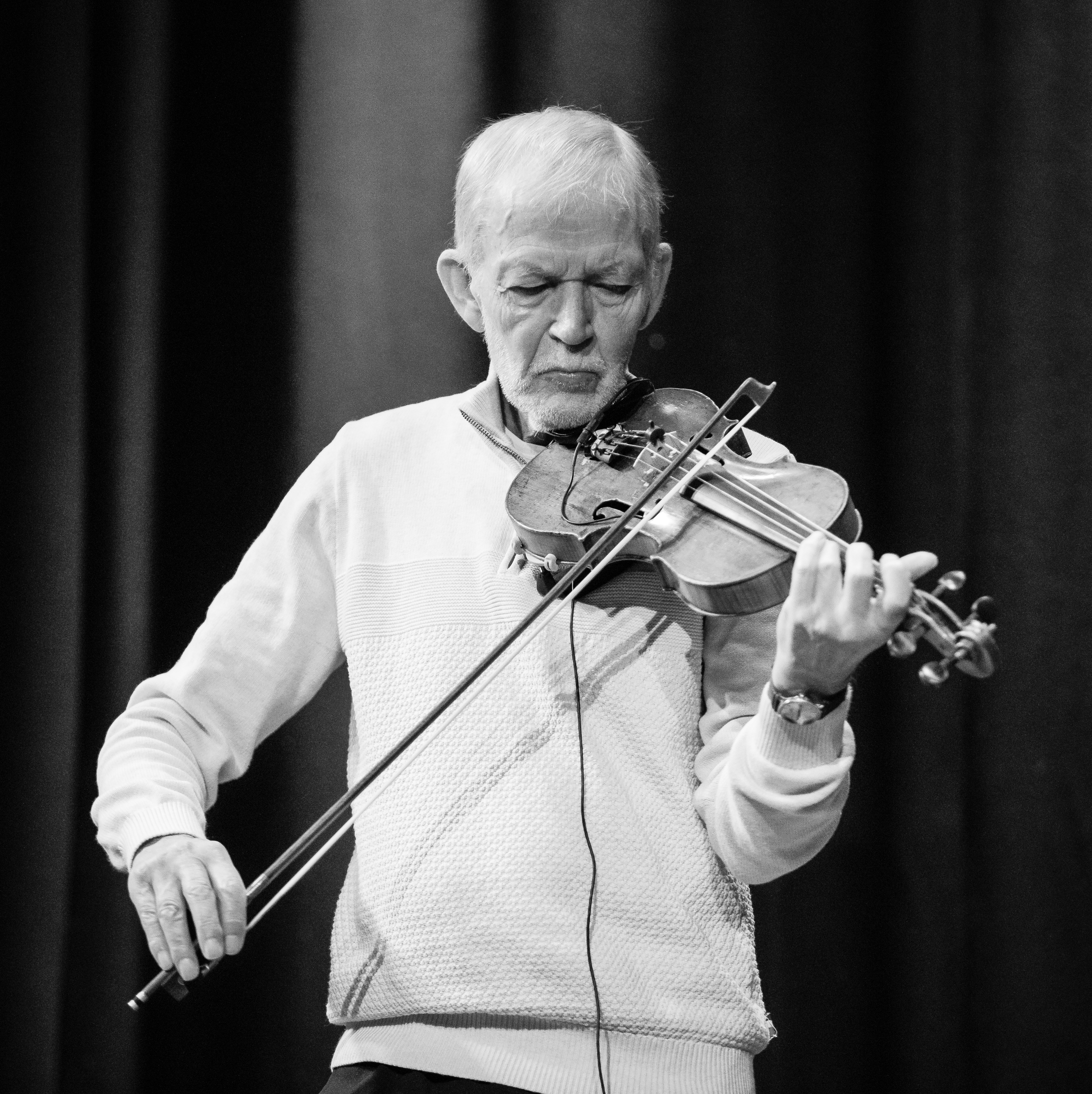
Finn Hauge (2024)

Finn Einar Hauge (* 25. Februar 1950) ist ein norwegischer Jazzmusiker (Geige, auch Harmonika), der vor allem als Mitglied des Hot Club de Norvège bekannt wurde.
Hauge wurde 1985 als Geiger im Hot Club de Norvège Nachfolger von Ivar Brodahl. Dort hat er bei zahlreichen Konzerten und einer Reihe von Alben mitgewirkt. 1998 veröffentlichte er unter eigenem Namen das Album Close to My Heart. Er ist auch auf Alben von Frank Aleksandersen, Jon Larsen und Hilde Helfte zu hören.